# Habenaria mannii
Espèce
Synonymes
- Kryptostoma mannii (Hook.f.) Szlach.[1]
- Ochyrorchis mannii (Hook.f.) Szlach.[1]

Habenaria mannii Hook.f. est une espèce de plantes de la famille des Orchidaceae et du genre Habenaria, présente en Afrique centrale.

## Étymologie
Son épithète spécifique mannii rend hommage au botaniste allemand Gustav Mann qui, en 1861, réalisa l'ascension du mont Cameroun avec Richard Francis Burton et y collecta de nombreuses plantes.

## Description
Habenaria manii est une plante entre 15 et 30,5 cm de haut. Ses feuilles oblongues mesurent de 5 à 11 cm de long. Ses fleurs vertes poussent en grappes de 2 à plusieurs fleurs. Ces grappes peuvent mesurer jusqu'à 15 cm.

## Distribution
Habenaria manii a été observée au Cameroun, au Nigeria et en Guinée équatoriale (Bioko)